# Список єгиптологів
|  | Службовий список статей, створений для координації робіт з розвитку теми. Це попередження не встановлюється на інформаційні списки і глосарії. |

Це неповний список єгиптологів. Єгиптолог — це археолог, історик, мовознавець або мистецтвознавець, який спеціалізується на єгиптології, науковому дослідженні Стародавнього Єгипту та його старожитностей. Демотисти — єгиптологи, які спеціалізуються на вивченні демотичної мови та галузі демотичних досліджень. Хоча фахівець із дисциплінованого вивчення Стародавнього Єгипту та єгипетських старожитностей є «єгиптологом», галузь єгиптології не є винятковою для таких практиків.

## А
- Всеволод Авдієв (СРСР, 1898—1978)
- Еміль Прісс д'Авен (Франція, 1807—1879)
- Ола Ель Агізі[en] (Єгипет, нар. 1948)
- Барбара Адамс[en] (Велика Британія, 1945—2002)
- Август Айзенлор[de] (Німеччина, 1832—1902)
- Едвард Рассел Айртон[en] (Велика Британія, 1882—1914)
- Шефік Аллам[de] (Єгипет-Німеччина, 1928—2021)
- Джеймс Пітер Аллен[en] (США, нар. 1945)
- Моріс Алліо[fr] (Франція, 1903—1960)
- Гартвіг Альтенмюллер[de] (Німеччина, нар. 1938)
- Еміль Амеліно[fr] (Франція, 1850—1915)
- Алесія Амента[en] (Італія)
- Халед аль-Анані[en] (Єгипет, нар. 1971)
- Тадеуш Анджеєвський[pl] (Польща, 1923—1961)
- Гіймет Андре-Ланое[fr] (Франція, нар. 1948)
- Марко Антонович (США-Канада, 1916—2005)
- Дітер Арнольд[de] (Німеччина, нар. 1936)
- Доротея Арнольд[de] (Німеччина, нар. 1935)
- Алейда Ассман (Німеччина, нар. 1947)
- Ян Ассман (Німеччина, нар. 1938)

## Б
- Лоран Бавей[fr] (Бельгія, нар. 1972)
- Александр Бадаві[en] (Єгипет, 1913—1986)
- Ернест Альфред Волліс Бадж (Велика Британія, 1857—1934)
- Паскаль Байє[fr] (Франція, нар. 1953)
- Адріан де Бак[nl] (Нідерланди, 1892—1959)
- Фарнц Балодіс[lv] (Російська імперія-Латвія, 1882—1947)
- Еміль Барайз[fr] (Франція, 1874—1952)
- Алессандро Барсанті[it] (Італія, 1858—1917)
- Вінфрід Барта[de] (Німеччина, 1928—1992)
- Хусейн Бассір[en] (Єгипет, нар. 1973)
- Еліза Баумгартель[de] (Німеччина, 1892—1975)
- Горст Бейнліх[de] (Німеччина, нар. 1947)
- Джон Бейнс[en] (Велика Британія, нар. 1946)
- Юрген фон Бекерат (Німеччина, 1920—2016)
- Хайке Бемер[de] (Німеччина, нар. 1958)
- Жорж Аарон Бенедіт[fr] (Франція, 1857—1926)
- Йосеф Бен-Йоханнан[en] (США, 1918—2015)
- Маргарет Бенсон[en] (Велика Британія, 1865—1916)
- Ернст фон Берґман[de] (Австрія, 1844—1892)
- Жак-Едуард Берже[fr] (Швейцарія, 1945—1993)
- Олег Берлєв[ru] (СРСР-Росія, 1933—2000)
- Гаррі Бертон[en] (Велика Британія, 1879—1940)
- Джеймс Бертон[en] (Велика Британія, 1788—1862)
- Галина Бєлова[ru] (СРСР-Росія, нар. 1949)
- Світлана Бєрзіна[ru] (СРСР-Росія, 1932—2012)
- Сюзанна Бікель[de] (Швейцарія, нар. 1960)
- Жан Бінген[en] (Бельгія, 1920—2012)
- Манфред Бітак[de] (Австрія, нар. 1940)
- Фрідріх Вільгельм фон Біссінг (Німеччина, 1873—1956)
- Фернан Біссон де Ла Рок[fr] (Франція, 1885—1958)
- Катаріна Бланкенберг-ван Делден[nl] (Нідерланди, 1906—1994)
- Едвард Блейберґ[en] (США, нар. 1951)
- Ейлвард Менлі Блекмен[en] (Велика Британія, 1883—1956)
- Клаас Юко Блікер[en] (Нідерланди, 1898—1983)
- Ельке Блюменталь[de] (Німеччина, 1938—2022)
- Наталі Бо-Грімаль[fr] (Франція, нар. 1960)
- Євген Богословський (СРСР, 1941—1990)
- Марсель Бод[fr] (Франція, 1890—1987)
- Мішель Бод[fr] (Франція, 1963—2012)
- Володимир Бок[de] (Російська імперія, 1850—1899)
- Андрій Большаков[ru] (Росія, нар. 1958)
- Мартін Боммас[en] (Німеччина, нар. 1967)
- Ганс Бонне[de] (Німеччина, 1887—1972)
- Шарль Бонне[fr] (Швейцарія, нар. 1933)
- Йоріс Борґутс[nl] (Нідерланди, 1939—2018)
- Тамара Бородіна-Козьміна[ru] (Російська імперія-СРСР, 1889—1959)
- Людвіг Борхардт (Німеччина, 1863—1938)
- Кете Боссе-Гріффітс[en] (Німмеччина-Велика Британія, 1910—1998)
- Бернард Ботмер[de] (Німеччина, 1912—1993)
- Боб Браєр[en] (США, нар. 1943)
- Пітер Джеймс Бренд[en] (Канада, нар. 1967)
- Джеймс Генрі Брестед (США, 1865—1935)
- Едда Брешіані[it] (Італія, 1930—2020)
- Гай Брантон[en] (Велика Британія, 1878—1948)
- Бетсі Браян[en] (США, нар. 1949)
- Едвін Брок[en] (США, 1946—2015)
- Лайла Пінч Брок[en] (Канада)
- Мері Бродрік[en] (Велика Британія, 1858—1933)
- Еміль Бруґш[de] (Німеччина, 1842—1930)
- Гайнріх Карл Бруґш (Німеччина, 1827—1894)
- Міртл Брум[en] (Велика Британія, 1888—1978)
- Гельмут Бруннер[de] (Німеччина, 1913—1997)
- Емма Бруннер-Траут[de] (Німеччина, 1911—2008)
- Владислав Бузескул (Російська імперія-СРСР, 1858—1931)
- Крістіан Карл Йозіас фон Бунзен[de] (Німеччина, 1791—1861)
- Урбен Буріан[fr] (Франція, 1849—1903)
- Шарлотта Бут[en] (Велика Британія, нар. 1975)
- Гюнтер Буркард[de] (Німеччина, нар. 1944)
- Макс Бурхардт[de] (Німеччина, 1885—1914)
- Ґан Бьоркман[en] (Швеція, 1935—2001)

## В
- Говард Вайз[en] (Велика Британія, 1784—1853)
- Клод Вандерслейєн[fr] (Бельгія, 1927—2021)
- Жанна Марі Тереза Вандьє д'Аббаді[fr] (Франція, 1899—1977)
- Александр Варілль[fr] (Франція, 1909—1951)
- Луїджі Вассаллі[it] (Італія, 1812—1887)
- Андрій Вассоєвич[ru] (СРСР-Росія, нар. 1954)
- Йозеф Вільям Вегнер[en] (США, нар. 1967)
- Артур Вейгал[en] (Велика Британія, 1880—1934)
- Фред Вендорф[en] (США, 1924—2015)
- Віллеке Вендріх[en] (Нідерланди-США, нар. 1961)
- Едвард Френк Венте[en] (США, нар. 1930)
- Марсель Вербрук[en] (Бельгія, 1889—1959)
- Йозеф Верготе[nl] (Бельгія, 1910—1992)
- Жан Веркуттер[fr] (Франція, 1911—2000)
- Мирослав Вернер (Чехословаччина-Чехія, нар. 1941)
- Вольфгарт Вестендорф[de] (Німеччина, 1924—2018)
- Гана Вимазалова[en] (Чехія, нар. 1978)
- Єва Випшицька[pl] (Польща, нар. 1933)
- Альфред Відеманн[de] (Німеччина, 1856—1936)
- Володимир Вікентьєв[ru] (Російська імперія-Єгипет, 1882—1960)
- Кент Р. Вікс[en] (США, нар. 1941)
- Чарльз Едвін Вілбур[en] (США, 1833—1896)
- Джон Гарднер Вілкінсон (Велика Британія, 1797—1875)
- Річард Герберт Вілкінсон[en] (США, нар. 1951)
- Тобі Вілкінсон (Велика Британія, нар. 1969)
- Гіларі Вілсон[en] (Велика Британія)
- Джон Альберт Вілсон[en] (США, 1899—1976)
- Едуард де Вільє дю Терраж[fr] (Франція, 1780—1855)
- Герберт Юстіс Вінлок[en] (США, 1884—1950)
- Вернер Віціхл[en] (Австрія-Угорщина, 1909—1999)
- Іван Волков[ru] (Російська імперія, 1882—1919)
- Вільям Ейрес Ворд[en] (США, 1928—1996)
- Вальтер Вресзінскі[en] (Німеччина, 1880—1935)

## Г
- Марк Габольд[fr] (Франція, нар. 1957)
- Мустафа Гадалла[en] (Єгипет, нар. 1944)
- Пол Галіунгі[en] (Єгипет, 1908—1987)
- Гені фон Галле[en] (Німеччина, 1878—1964)
- Артур Гант (Велика Британія, 1871—1934)
- Алан Гардінер (Велика Британія, 1879—1963)
- Герміне Гартлебен[de] (Німеччина, 1846—1918)
- Браян Гауґлід[en] (США, нар. 1954)
- Вільям Крістофер Гейс[en] (США, 1903—1963)
- Вольфганг Гельк[de] (Німеччина, 1914—1993)
- Райнер Геннінґ[de] (Німеччина, 1952—2022)
- Джордж Герберт, 5-й граф Карнарвон (Велика Британія, 1866—1923)
- Йоганн Якоб Гесс[de] (Швейцарія, 1866—1949)
- Рафаель Гівеон[de] (Німеччина-Ізраїль, 1916—1985)
- Едвард Гінкс[en] (Велика Британія, 1792—1866)
- Анрі Готьє[fr] (Франція, 1877—1950)
- Жозеф Етьєн Готьє[en] (Франція, 1861—1924)
- Жорж Гойон[fr] (Франція, 1905—1996)
- Орлі Голдвассер[en] (Ізраїль, нар. 1951)
- Володимир Голєнищев (Російська імперія, 1856—1947)
- Віра Головіна[ru] (СРСР-Росія, нар. 1945)
- Генрі Голл (Велика Британія, 1873—1930)
- Ростислав Голтер[fi] (Фінляндія, 1937—1997)
- Закарія Гонейм (Єгипет, 1905—1959)
- Ерік Горнунґ[de] (Швейцарія, 1933—2022)
- Джеймс Гоффмаєр[en] (США, нар. 1951)
- Вольфрам Граєцкі[en] (Німеччина, нар. 1960)
- П'єр Гранде[fr] (Франція, нар. 1954)
- Ежен Гребо[fr] (Франція, 1846—1915)
- Ніколя Грімаль[fr] (Франція, нар. 1948)
- Сара Ізраїліт Гролл[en] (Ізраїль, 1925—2007)

## Ґ

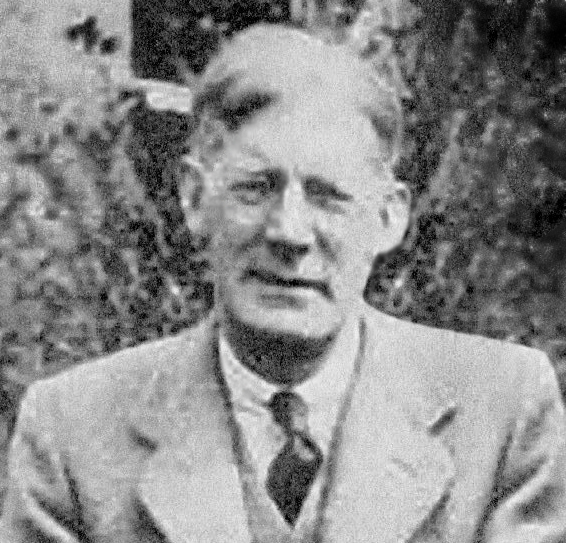
Баттіскомб Ґанн — опублікував перший переклад з єгипетської мови

- Філіп Ланґстаф Орд Ґай (Велика Британія-Ізраїль, 1885—1952)
- Інґрід Ґамер-Валлерт[de] (Німеччина, нар. 1936)
- Баттіскомб Ґанн[en] (Велика Британія, 1883—1950)
- Ніна де Ґаріс Девіс[en] (Велика Британія, 1881—1965)
- Норман де Ґаріс Девіс[en] (Велика Британія, 1865—1941)
- Джон Ґарстанґ[en] (Велика Британія, 1876—1956)
- Манфред Ґерґ[de] (Німеччина, 1938—2012)
- Луїза Ґестерманн[de] (Німеччина, нар. 1957)
- Джон Ґі[en] (США, нар. 1964)
- Стівен Ґленвілл[en] (Велика Британія, 1900—1956)
- Герман Ґрапов[de] (Німеччина, 1885—1967)
- Бернард Ґренфелл (Велика Британія, 1869—1926)
- Ерхард Ґрефе[de] (Німеччина, нар. 1943)
- Альфред Ґрімм[de] (Німеччина, нар. 1953)
- Нора Ґріффіт[en] (Велика Британія, 1870—1937)
- Френсіс Ллевелін Ґріффіт[en] (Велика Британія, 1862—1934)
- Чарльз Вікліф Ґудвін[en] (Велика Британія, 1817—1878)
- Вальтрауд Ґульєльмі[de] (Німеччина, 1938—2018)
- Рольф Ґунлах[de] (Німеччина, 1931—2016)
- Джанет Ґурлі[en] (Велика Британія, 1863—1912)

## Д

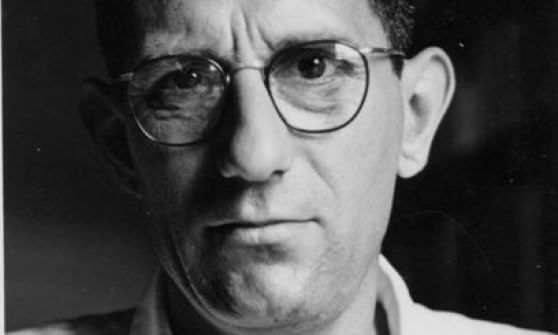
Серджіо Донадоні — керував перенесенням храмів Абу-Сімбел у Нубії через будівництво Асуанської греблі й створення озера Насера

- Ріамо д'Гюльст[en] (Німеччина, бл. 1850—1916)
- Алісія Данері[es] (Аргентина, нар. 1942)
- Жорж Дарессі[fr] (Франція, 1864—1938)
- Джон Коулман Дарнелл[en] (США, нар. 1962)
- Коллін Дарнелл[en] (США, нар. 1980)
- Теодюль Деверіа[fr] (Франція, 1831—1871)
- Теодор Монро Девіс[en] (США, 1837—1915)
- Александер Дедекінд[de] (Німеччина, 1856—1940)
- Алек Нейлор Декін[en] (Велика Британія, 1912—2003)
- Аркадій Демидчик (Росія, нар. 1961)
- Крістіна Дерош-Ноблькур (Франція, 1913—2011)
- Томас Ґарнет Генрі Джеймс[en] (Велика Британія, 1923—2009)
- Мерват Сейф ель-Дін[en] (Єгипет, нар. 1954)
- Васіл Добрев[fr] (Болгарія-Франція, нар. 1961)
- Ейдан Додсон (Велика Британія, нар. 1962)
- Франсуа Домас[fr] (Франція, 1918—1984)
- Серджіо Донадоні[it] (Італія, 1914—2015)
- Сергій Донич (СРСР, 1900—1958)
- Гюнтер Драйер[de] (Німеччина, 1943—2019)
- Етьєн Дріотон[fr] (Франція, 1889—1961)
- Бернардіно Дроветті (Італія, 1776—1852)
- Йоганнес Дюміхен[de] (Німеччина, 1833—1894)
- Франсуаза Дюнан[fr] (Франція, нар. 1934)

## E
- Бендікс Еббелл[no] (Норвегія, 1865—1941)
- Георг Еберс (Німеччина, 1837—1898)
- Ганс Ґергард Еверс[de] (Німеччина, 1900—1993)
- Арне Еґґебрехт[de] (Німеччина, 1935—2004)
- Єва Еґґебрехт[de] (Німеччина, 1933—2021)
- Олександр Едаков (СРСР-Росія, 1945—1999)
- Амелія Едвардс[en] (Велика Британія, 1831—1892)
- Кемпбелл Коуен Едґар[en] (Велика Британія, 1870—1938)
- Елмер Едель[de] (Німеччина, 1914—1997)
- Іорверт Ейддон Стівен Едвардс[en] (Велика Британія, 1909—1996)
- Мамдух Елдамати[en] (Єгипет, нар. 1961)
- Волтер Браян Емері[en] (Велика Британія, 1903—1971)
- Жан-Ів Емперер[fr] (Франція, нар. 1952)
- Реджинальд Енгельбах (Велика Британія, 1888—1946)
- Еріка Ендесфелдер[de] (Німеччина, 1935—2015)
- Адольф Ерман[de] (Німеччина, 1854—1937)
- Соланж Ешбі[en] (США)

## Є
- Віра Євгенова (СРСР, 1899—1953)

## Ж
- Збинек Жаба[cs] (Чехословаччина, 1917—1971)
- Луї Віко Жабкар[en] (США, 1914—1994)
- Крістіан Жак[fr] (Франція, нар. 1947)
- Гюстав Жек'є[fr] (Швейцарія, 1868—1946)
- Жан-Батист Проспер Жоллуа[fr] (Франція, 1776—1842)
- Едм-Франсуа Жомар (Франція, 1777—1862)
- П'єр Жуге[fr] (Франція, 1869—1949)

## З
- Гільде Залосер[de] (Австрія, 1903—1999)

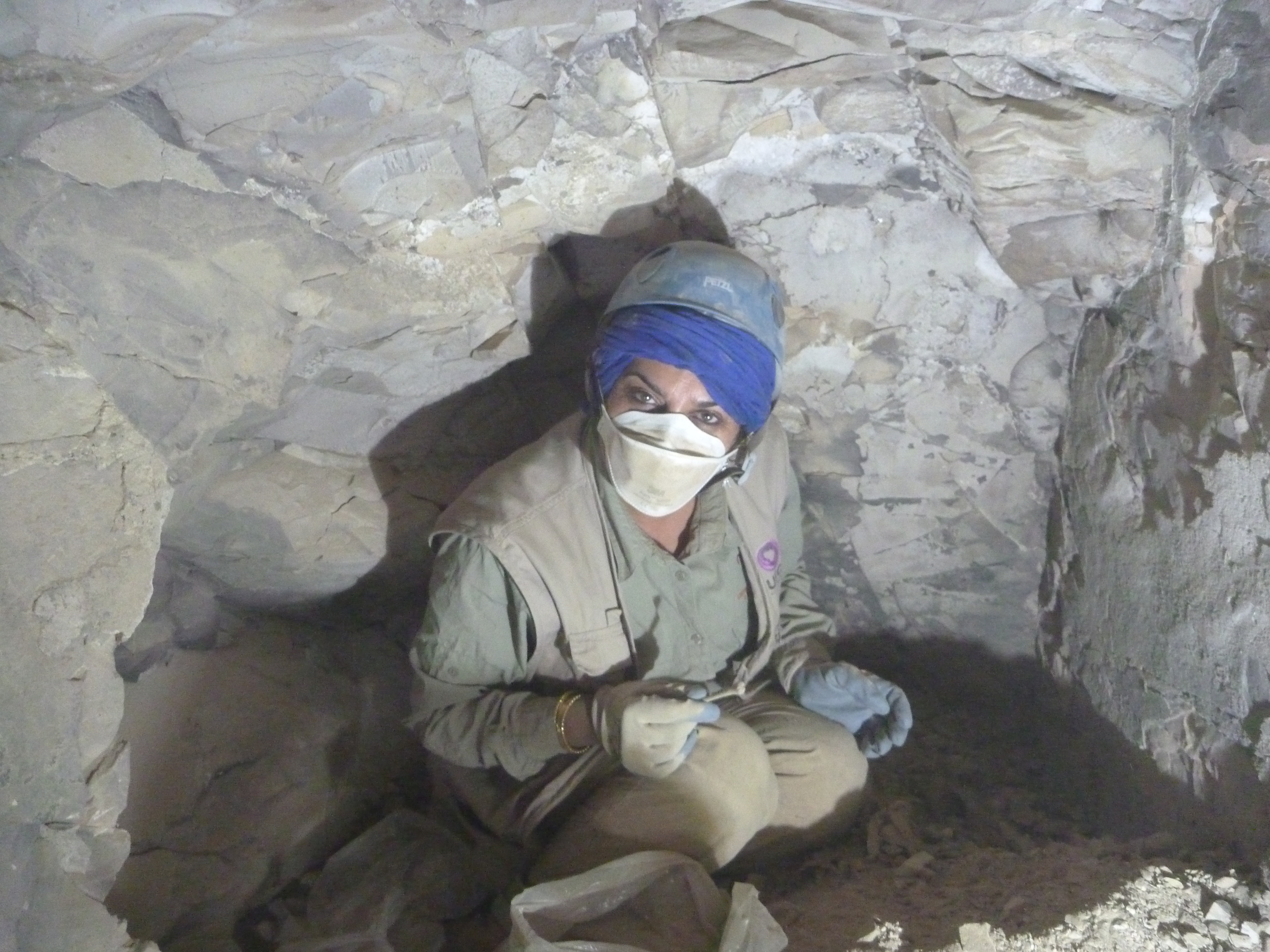
Саліма Ікрам — дослідниця мумій з Американський університет в Каїрі

- Густав Зейфарт[en] (Німеччина-США, 1796—1885)
- Андрій Зелінський (Україна, нар. 1973)
- Костянтин Зельїн[ru] (СРСР, 1892—1983)
- Крістіан Зіґлер[fr] (Франція, нар. 1942)

## І
- Сергій Ігнатов[bg] (Болгарія, нар. 1960)
- Дороті Іді[en] (Велика Британія, 1904—1981)
- Саліма Ікрам[en] (Пакистан, нар. 1965)

## Й
- Жан Йойотт[fr] (Франція, 1927—2009)
- Сакудзі Йосімура[ja] (Японія, нар. 1943)

## К
- Агнес Каброль[fr] (Франція, 1964—2007)

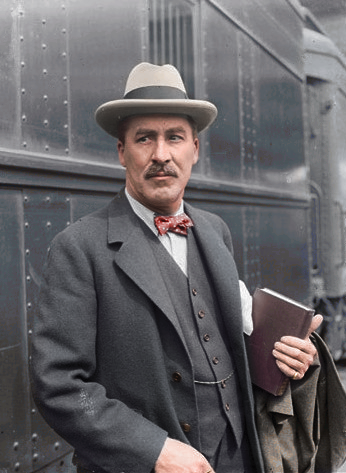
Говард Картер — Відкриття гробниці Тутанхамона гробниці Тутанхамона

- Джованні Баттіста Кавілья[it] (Італія, 1770—1845)
- Ласло Какоші[hu] (Угорщина, 1932—2003)
- Еміс Калверлі[en] (Канада, 1896—1959)
- Артур Каллендер[en] (Велика Британія, 1875—1936)
- Ахмед Камаль[en] (Єгипет, 1851—1923)
- Рікардо Камінос[es] (Аргентина, 1916—1992)
- Нагіб Канаваті[en] (Єгипет-Австралія, нар. 1941)
- Жан Капарт[fr] (Бельгія, 1877—1947)
- Петер Каплоні[en] (Швейцарія, 1933—2011)
- Говард Картер (Велика Британія, 1874—1939)
- Саллі Катар[en] (Канада, 1946—2016)
- Сидір Кацнельсон[ru] (СРСР, 1910—1981)
- Йоахім Фрідріх Квак[de] (Німеччина, нар. 1966)
- Джеймс Квібелл[en] (Велика Британія, 1867—1935)
- Стівен Квірк[en] (Велика Британія)
- Баррі Кемп[en] (Велика Британія, нар. 1940)
- Жан Керісель[fr] (Франція, 1908—2005)
- Хільда Кінк[ru] (СРСР-Росія, 1918—2006)
- Жак Кіннер[fr] (Бельгія, нар. 1966)
- Атанасій Кірхер (Німеччина, 1602—1680)
- Кеннет Кітчен[en] (Велика Британія, нар. 1932)
- Сомерс Кларк[en] (Велика Британія, 1841—1926)
- Жан Кледа[fr] (Франція, 1871—1943)
- Джованні Кмінек-Шедло[it] (Італія, 1828—1896)
- Олександр Коцейовський (Російська імперія, 1887—1919)
- Дзіро Кондо[ja] (Японія, нар. 1951)
- Елеонора Кормишева[ru] (СРСР-Росія, нар. 1945)
- Михайло Коростовцев (СРСР, 1900—1980)
- Жан-П'єр Кортеджані[fr] (Франція, нар. 1942)
- Пірс Пол Крізмен[en] (США, нар. 1981)
- Вініфред Кромптон[en] (Велика Британія, 1870—1932)
- Чарльз Куенц[fr] (Франція, 1835—1901)
- Кара Куні[en] (США, нар. 1972)
- Рауль Куріель[en] (Франція, 1913—2000)
- Сільвіо Курто[it] (Італія, 1919—2015)
- Ґвендолен Крюдсон[en] (Велика Британія, 1872—1913)

## Л
- Клаудіус Лабіб[en] (Єгипет, 1868—1918)
- Пахор Лабіб[en] (Єгипет, 1905—1994)
- Ніка Лаврентьєва (Росія)
- Іван Ладинін[ru] (Росія, нар. 1972)
- П'єр Лако[fr] (Франція, 1873—1963)
- Клер Лалует[fr] (Франція, 1921—2010)
- Ірма Лапіс[ru] (СРСР-Росія, 1927—2004)
- Жан-Філіп Лауер[fr] (Франція, 1902—2001)
- Франц Йосиф Лаут[de] (Німеччина, 1822—1895)
- Віолетт Лафлер[en] (Канада, 1897—1965)
- Жорж Легрен[fr] (Франція, 1865—1917)
- Жан Леклан (Франція, 1920—2011)
- Оскар Лемм[ru] (Російська імперія, 1856—1918)
- Марк Ленер[en] (США, нар. 1950)
- Шарль Ленорман[fr] (Франція, 1802—1859)
- Франтішек Лекса[cs] (Чехословаччина, 1876—1960)
- Девід Якоб ван Леннеп (1774—1853)[nl] (Нідерланди, 1774—1853)
- Карл Ріхард Лепсіус (Німеччина, 1810—1884)
- Леонард Леско[en] (США, нар. 1938)
- Ежен Лефебюр[fr] (Франція, 1838—1908)
- Гюстав Лефевр[fr] (Франція, 1879—1957)
- Нестор Л'От[fr] (Франція, 1804—1842)
- Єнс Ліблейн[no] (Норвегія, 1827—1911)
- Ісаак Лівшиць[ru] (СРСР, 1896—1970)
- Конрад Ліманс[nl] (Нідерланди, 1809—1893)
- Ядвіга Ліпінська[pl] (Польща, 1932—2009)
- Міріам Ліхтхайм[en] (Ізраїль, 1914—2004)
- Антоніо Лопрієно[it] (Італія, нар. 1955)
- Віктор Лоре (Франція, 1859—1946)
- Адам Лукашевич[pl] (Польща, нар. 1950)
- Ісидор Лур'є[ru] (СРСР, 1903—1958)

## М
- Джон Пентланд Магаффі (Велика Британія, 1839—1919)
- Яромир Малек[cs] (Чехословаччина-Чехія, 1943—2023)
- Камаль ель-Маллах[en] (Єгипет, 1918—1987)
- Огюст Маріетт (Франція, 1821—1881)
- Гастон Масперо (Франція, 1846—1916)
- Бернар Матьє[fr] (Франція, нар. 1959)
- Людмила Матєгкова[cs] (Чехословаччина, 1889—1960)
- Міліца Матьє (СРСР, 1899—1966)
- Едуард Меєр (Німеччина, 1855—1930)
- Артур Краттенден Мейс[en] (Велика Британія, 1874—1928)
- Бернадетт Меню[fr] (Франція, нар. 1942)
- Барбара Мерц (США, 1927—2013)
- Беатрікс Мідант-Рейне[fr] (Франція)
- Ніколас Міллет[en] (США, 1934—2004)
- Казімеж Міхаловський (Польща, 1901—1981)
- Сер Роберт Монд[en] (Велика Британія, 1867—1938)
- П'єр Монтет[fr] (Франція, 1885—1966)
- Жак де Морган[fr] (Франція, 1857—1924)
- Александр Море[fr] (Франція, 1868—1938)
- Людвіг Давид Моренц[de] (Німеччина, нар. 1965)
- Розалінда Мосс[en] (Велика Британія, 1890—1990)
- Тихо Мрісіч[de] (Німеччина, 1925—2022)
- Вільям Мурнан[en] (США, 1945—2000)
- Ахмед Мусса[en] (Єгипет, 1934—1998)
- Марґарет Мюррей (Велика Британія, 1863—1963)
- Кароль Мислівець[en] (Польща, нар. 1943)

## Н
- Едуард Навіль[de] (Швейцарія, 1844—1926)
- Маргеріт Навіль[en] (Швейцарія, 1852—1930)
- Тасос Неруцос[en] (Греція, 1826—1892)
- Алессандра Ніббі[en] (Австралія, 1923—2007)
- Вініфред Нідлер[en] (Канада, 1904—1987)

## О
- Ерік Обур[fr] (Франція)
- Йохан Девід Окерблад[sv] (Швеція, 1763—1819)
- Бойо Окінга[en] (Австралія)
- Девід О'Коннор[en] (Австралія-США, 1938—2022)
- Сиріл Олдред[en] (Велика Британія, 1914—1991)
- Сідні Ерве Офрер[fr] (Франція, нар. 1951)

## П

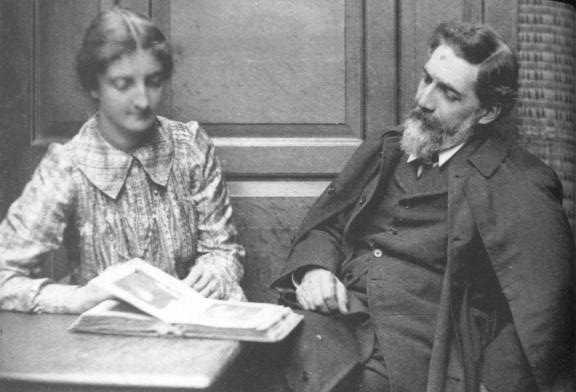
Гільда Пітрі та сер Фліндерс Пітрі — піонер систематичної методології в археології та його дружина, що супроводжувала майже всі розкопки

- Всеволод Павлов (СРСР, 1898—1972)
- Олександра Павловська[ru] (СРСР-Росія, 1921—2012)
- Лаура Панталачі[fr] (Франція)
- Сара Паркак (США, нар. 1979)
- Річард Ентоні Паркер[en] (США, 1905—1993)
- Річард Брюс Паркінсон[en] (Велика Британія, нар. 1963)
- Джон Пендлбері[en] (Велика Британія, 1904—1941)
- Юрій Перепьолкін[ru] (СРСР, 1903—1982)
- Марія дель Кармен Перес Діє[es] (Іспанія, нар. 1953)
- Джон Шей Перрінг[en] (Велика Британія, 1813—1869)
- Микола Петровський[ru] (СРСР, 1923—1981)
- Микола Пікус[ru] (СРСР, 1907—1971)
- Карл Піль[sv] (Швеція, 1853—1904)
- Борис Піотровський[ru] (СРСР, 1908—1990)
- Томас Ерік Піт[en] (Велика Британія, 1882—1934)
- Гільда Пітрі[en] (Велика Британія, 1871—1957)
- Сер Фліндерс Пітрі (Велика Британія, 1853—1942)
- Віллем Плейт[nl] (Нідерланди, 1836—1903)
- Ганс Якоб Полоцький[en] (Ізраїль, 1905—1991)
- Поль Позенер-Крігер[en] (Франція, 1925—1996)
- Наталія Помаранцева[ru] (СРСР-Росія, 1933—2014)
- Наталія Постовська[ru] (СРСР-Росія, 1917—1997)
- Андре Почан[fr] (Франція, 1891—1979)
- Губ Прагт[nl] (Нідерланди, нар. 1961)
- Дмитро Прусаков[ru] (Росія, нар. 1965)
- Пу Му-чоу[en] (Тайвань, нар. 1952)
- Андрій Пунін[ru] (СРСР-Росія, 1932—2020)

## Р
- Дональд Райан[en] (США, нар. 1957)
- Александр Генрі Райнд[en] (Велика Британія, 1833—1863)
- Кім Райхолт[en] (США-Данія, нар. 1970)
- Ежен Ревійо[fr] (Франція, 1843—1913)
- Дональд Редфорд[en] (Канада, нар. 1934)
- Джон Девід Рей[en] (Велика Британія, нар. 1945)
- Маартен Рейвен[nl] (Нідерланди, нар. 1953)
- Адольф Рейнах[fr] (Франція, 1887—1914)
- Джордж Ендрю Рейснер (США, 1867—1942)
- Девід Рендалл-Мак-Івер[en] (Велика Британія-США, 1873—1945)
- Пітер ле Пейдж Ренуф[en] (Велика Британія, 1822—1897)
- Ніколас Рівз (Велика Британія, нар. 1956)
- Герберт Ріке[de] (Німеччина, 1901—1976)
- Роберт Рітнер[en] (США, 1953—2021)
- Девід Робертс (Велика Британія, 1796—1864)
- Гей Робінс[en] (Велика Британія-США, нар. 1951)
- Іпполіто Розелліні[it] (Італія, 1800—1843)
- Франсуа Мішель де Роз'єр[fr] (Франція, 1775—1842)
- Девід Рол[fr] (Велика Британія, нар. 1950)
- Олена Романова (Україна)
- Абрахам Росенвассер[es] (Аргентина, 1896—1983)
- Отто Рубенсон[de] (Німеччина, 1867—1964)
- Ревекка Рубінштейн[ru] (СРСР, 1899—1982)
- Еммануель де Руже[fr] (Франція, 1811—1872)
- Барбара Рушиць[pl] (Польща, 1928—2001)

## С
- Клод-Етьєн Саварі[fr] (Франція, 1750—1788)
- Тетяна Савельєва[ru] (СРСР-Росія, 1916—1999)
- Вафаа Ель Саддік[en] (Єгипет, нар. 1950)
- Гельмут Сацінгер[de] (Австрія, нар. 1938)
- Джироламо Сегато[it] (Італія, 1792—1836)
- Міріам Секо[es] (Іспанія, нар. 1967)
- Жан Сент Фаре Гарно[fr] (Франція, 1908—1963)
- Курт Сете[de] (Німеччина, 1869—1934)
- Девід П. Сільверман[en] (США, нар. 1943)
- Вільям Келлі Сімпсон[en] (США, 1928—2017)
- Ернесто Скіапареллі (Італія, 1856—1928)
- Ґрафтон Еліот Сміт (Австралія, 1871—1937)
- Едвін Сміт (США, 1822—1906)
- Антоній Шмішек[pl] (Польща, 1881—1943)
- Тадеуш Смоленський[pl] (Польща, 1884—1909)
- Ігор Снєгірьов (СРСР, 1907—1946)
- Карін Совада[en] (Австралія, нар. 1961)
- Торґні Сове-Содерберґ[sv] (Швеція, 1914—1998)
- Віктор Солкін[ru] (Росія, нар. 1977)
- Генрі Солт (Велика Британія, 1780—1827)
- Серж Сонерон[fr] (Франція, 1927—1976)
- Даніела Стефанович[en] (Сербія, нар. 1973)
- Василь Струве[ru] (Російська імперія-СРСР, 1889—1965)
- Йосип Стучевський[ru] (СРСР, 1927—1989)
- Ся Най[en] (КНР, 1910—1985)

## Т
- Крістоффер Тайс (Німеччина, нар. 1984)
- Лотфі Ель Танбулі[en] (Єгипет, 1919—1982)
- Микола Тарасенко (Україна)
- Ґертруда Таузінґ[de] (Австрія, 1905—1997)
- Махмуд Махер Таха[en] (Єгипет, нар. 1942)
- Ріфаа ат-Тахтаві (Єгипет, 1801—1873)
- Джойс Тілдеслі[en] (Велика Британія, нар. 1960)
- Едуардо Тода і Гуель[es] (Іспанія, 1855—1941)
- Яана Тойварі-Війтала[fi] (Фінляндія, 1964—2017)
- Елізабет Томас[en] (США, 1907—1986)
- Ольга Томашевич[ru] (СРСР-Росія, нар. 1956)
- Генрі Френсіс Герберт Томпсон[en] (Велика Британія, 1859—1944)
- Клод Траунекер[fr] (Франція, нар. 1943)
- Брюс Тріґґер[en] (Канада, 1937—2006)
- Борис Тураєв (Російська імперія, 1868—1920)
- Ласло Тьорок[hu] (Угорщина, 1941—2020)

## У
- Пітер Уко[en] (Велика Британія, 1938—2007)

## Ф
- Ахмед Фахрі[en] (Єгипет, 1905—1973)
- Сесіл Маллабі Ферт[en] (Велика Британія, 1878—1931)
- Ґергард Фехт[de] (Німеччина, 1922—2006)
- Іцхок Фіхман[ru] (СРСР-Ізраїль, 1921—2011)
- Генрі Джордж Фішер[en] (США, 1923—2006)
- Ганс-Вернер Фішер-Ельферт[de] (Німеччина, нар. 1954)
- Джоанн Флетчер (Велика Британія, нар. 1966)
- Наталія Фліттнер[ru] (СРСР, 1879—1957)
- Еріка Фойхт[de] (Німеччина, нар. 1938)
- Реймонд Фолкнер[en] (Велика Британія, 1894—1982)
- Ізраїль Франк-Каменецький[ru] (Російська імперія-СРСР, 1880—1937)
- Детлеф Франке[de] (Німеччина, 1952—2007)
- Генрі Франкфурт (Нідерланди, 1897—1954)
- Георгій Францов (СРСР, 1903—1969)
- Геннінґ Францмаєр[en] (Німеччина)
- Джордж Віллоубі Фрейзер[en] (Велика Британія, 1866—1923)
- Рене Фрідман[en] (США, нар. 1955)
- Елізабет Фруд[en] (Нова Зеландія, нар. 1975)
- Жорж Фукар[fr] (Франція, 1865—1943)
- Перла Фускальдо[es] (Аргентина, нар. 1941)

## Х
- Лабіб Хабачі[en] (Єгипет, 1906—1984)
- Роджер Хавам[en] (Єгипет, 1922—2016)
- Файза Хайкал[en] (Єгипет, нар. 1938)
- Селім Хассан[en] (Єгипет, 1887—1961)
- Захі Хавасс (Єгипет, нар. 1947)
- Світлана Ходжаш (СРСР-Росія, 1923—2008)

## Ч
- Євгеній Черезов (СРСР, 1912—1988)
- Ярослав Черний[cs] (Чехословаччина, 1898—1970)
- Олександр Четверухін (СРСР-Росія, 1946—2009)

## Ш
- Франсуа Шабас[fr] (Франція, 1817—1882)
- Отто Шаден (США, 1937—2015)
- Бассам ель-Шаммаа[en] (Єгипет)
- Жан-Франсуа Шампольйон (Франція, 1790—1832)
- Еміль Шасіна[fr] (Франція, 1868—1948)
- Збігнєв Шафранський[pl] (Польща, 1999—2019)
- Рене Шваллер де Любіч[fr] (Франція, 1887—1961)
- Ганс Генріх Шедер[de] (Німеччина, 1896—1957)
- Жан-Венсан Шейль[fr] (Франція, 1858—1940)
- Тетяна Шеркова[ru] (СРСР-Росія, нар. 1949)
- Шарль Шип'є[fr] (Франція, 1895—1978)
- Томас Шнайдер[de] (Німеччина, нар. 1964)
- Ян Шоу[en] (Велика Британія, нар. 1961)
- Вільгельм Шпіґельберґ[de] (Німеччина, 1870—1930)
- Райнер Штадельманн (Німеччина, 1933—2019)
- Ґеорґ Штайндорфф[de] (Німеччина, 1861—1951)

## Ю
- Пітер Юко[en] (Велика Британія, 1938—2007)
- Герман Юнкер (Німеччина, 1877—1962)

## Я
- Томас Янг (Велика Британія, 1773—1829)

## Вигадані єгиптологи

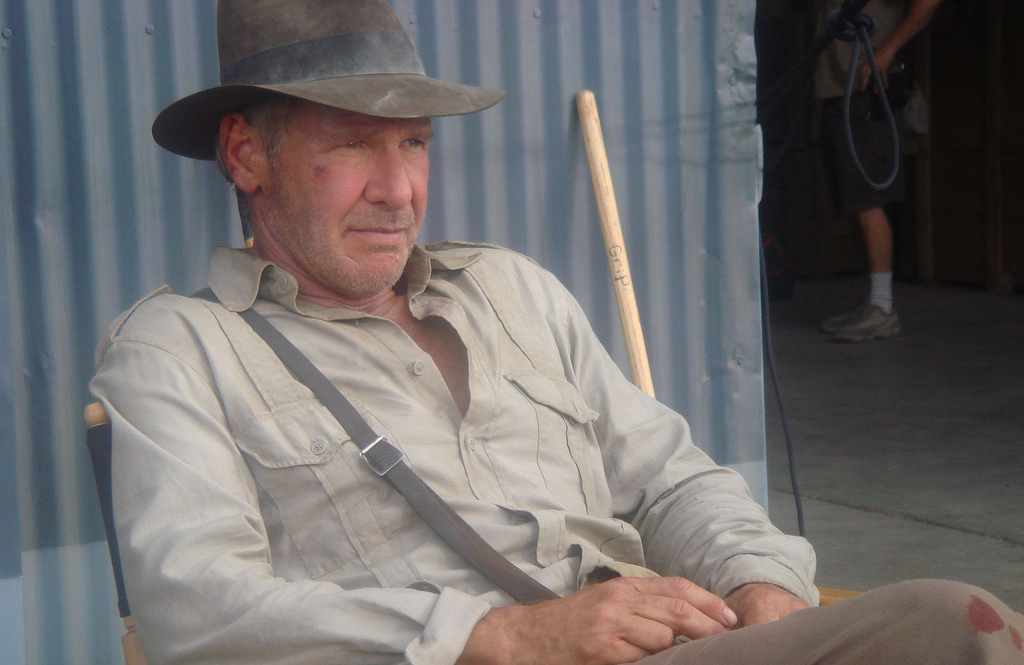
Актор Гаррісон Форд в образі Індіани Джонса

### Кіно та телебачення
- Індіана Джонс: фільми «Індіана Джонс: У пошуках втраченого ковчега», «Індіана Джонс і Храм Долі», «Індіана Джонс і останній хрестовий похід», «Індіана Джонс і королівство кришталевого черепа», «Індіана Джонс і реліквія долі»;
- Деніел Джексон: фільм «Зоряна брама» та телесеріал «Зоряна брама: SG-1», а також з'являвся у серіалах «Зоряна брама: Атлантида» та «Зоряна брама: Всесвіт»;
- Евелін Карнахан: франшиза «Мумія»[en];
- Сара Пейдж: телесеріал «Портал юрського періоду» (3 сезон).

### Інші твори
- Лара Крофт: серія комп'ютерних ігор Tomb Raider, а також екранізації в кіно;
- Саркофаг Софокла: серія коміксів Пригоди Тентена.